# 1989 UA6
1989 UA6 är en asteroid i huvudbältet som upptäcktes den 30 oktober 1989 av den amerikanska astronomen Schelte J. Bus vid Cerro Tololo.
Asteroiden har en diameter på ungefär 27 kilometer och den tillhör asteroidgruppen Hilda.